# Civilización de Jiroft

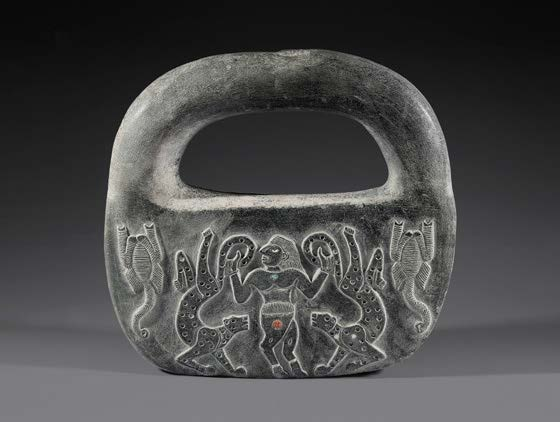
Artefacto de clorita donde escorpiones flanquean a un maestro de los animales con pezuñas que ha atrapado a dos guepardos por la cola. c. 2500 a. C.

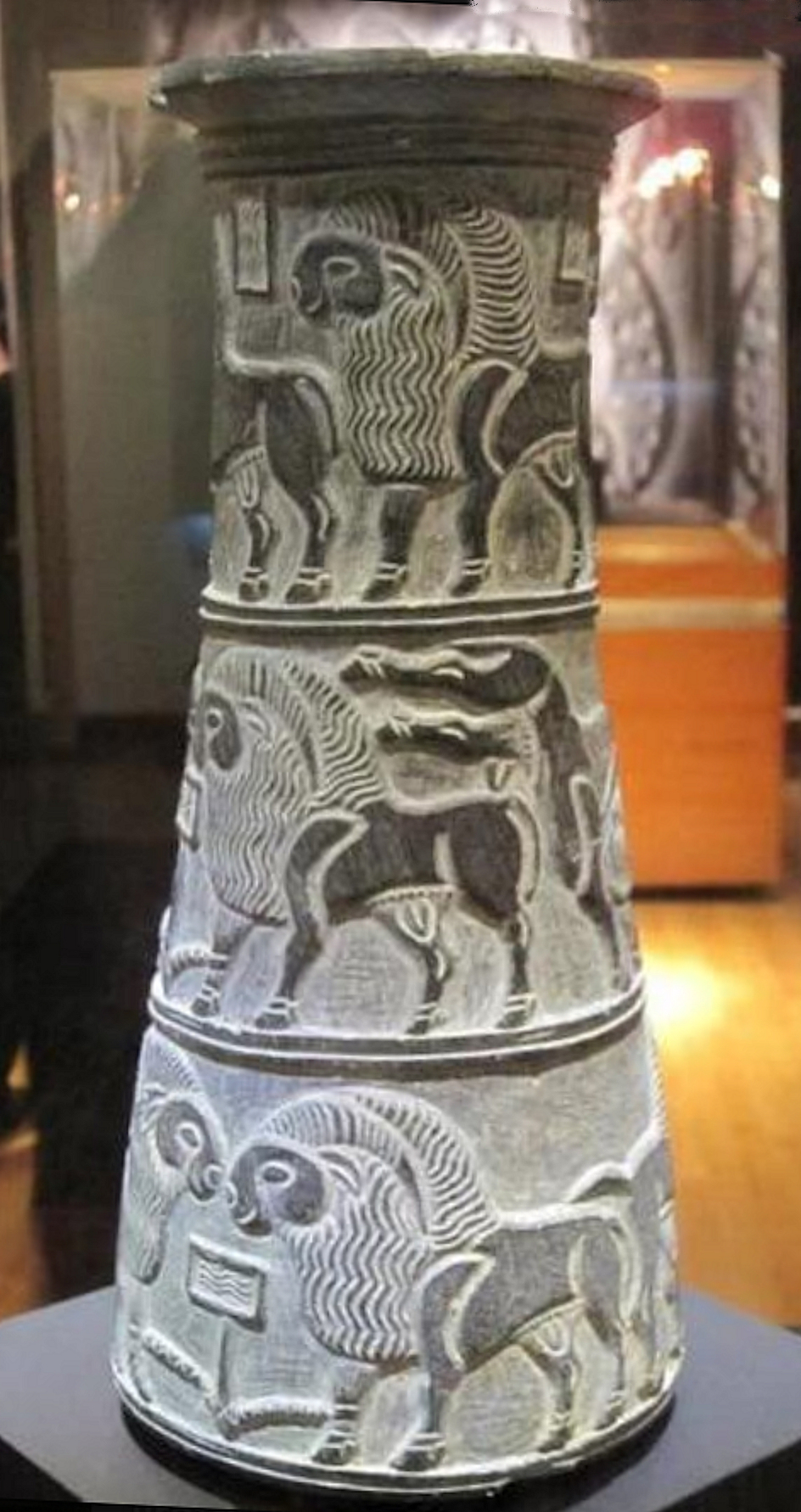
Vaso de la cultura de Jiroft.

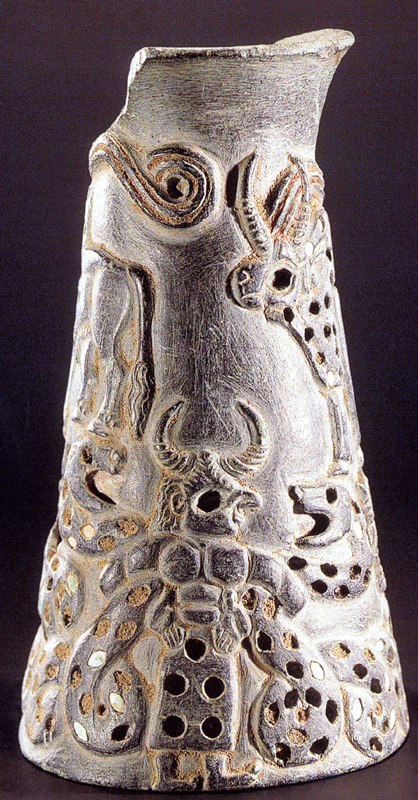
Vaso de Jiroft con un personaje con cuernos luchando contra serpientes.

La Civilización de Jiroft (en persa تمدن جيرفت) también conocida como estilo intercultural o estilo Halilrud, es la propuesta de una civilización de la Edad del Bronce ubicada en Sistán (Irán y Afganistán).
Más específicamente, cubriría aproximadamente Konar Sandal, cerca de Jiroft en el área del río Halil. Otros sitios importantes asociados con esta cultura incluirían Shahr-i Sokhta (literalmente, Ciudad Quemada en persa), Tepe Bampur, Espiedej, Shahdad, Tal-i-Iblis y Tepe Yahya.
La agrupación de estos lugares como una "civilización independiente de la Edad del Bronce con su propia arquitectura e idioma", intermedia entre Elam al oeste y la Civilización del Valle del Indo al este, fue propuesta por primera vez por Yousef Majidzadeh en 2003, jefe del equipo de excavación arqueológica en Jiroft, basado en las evidencias de artefactos arqueológicos incautados por las autoridades iraníes. Especuló con que los restos descubiertos en estos yacimientos constituirían el reino perdido de Aratta, pero sus conclusiones han sido recibidas con escepticismo por diferentes académicos. Otras conjeturas (por ejemplo, Daniel T. Potts, Piotr Steinkeller) han conectado a Konar Sandal con la oscura ciudad-estado de Marhashi, que aparentemente se encuentra al este de Elam.

## El descubrimiento
En 2001 se descubrió de forma casual la entrada a una tumba cerca del río Halid Roud. En su interior se encontró un vaso de clorita con incrustaciones de piedras duras. La población local saqueó de forma sistemática el lugar y muchas piezas terminaron en el mercado de antigüedades, pero en febrero de 2002 intervinieron las autoridades iraníes y tras varias detenciones, lograron recuperar una cerámica de lapislázuli y cobre con dibujos en relieve datado en el III milenio a. C., pero al dispersarse la cerámica, debido al saqueo, se ha hecho difícil reconstruir dicha cultura.
Se sabe que no es mencionada en ningún texto o registro de la antigüedad, aunque se ha sugerido que podría ser «el país de Aratta»  donde según los mitos de Sumer existía una cultura rival de la de Uruk, otros conjeturan (como Daniel T. Potts, Piotr Steinkeller) que está conectada con la ciudad estado de Marhashi, que aparentemente estaba al este de Elam.
El vaso de clorita con relieves de animales, seres fantásticos y arquitectura era todo los que los estudiosos tenían, pero la zona original y la datación eran objeto de discusión.
En febrero de 2003 el arqueólogo iraní Youssef Madjidzadeh inició la primera campaña de excavaciones en Komar Sandal Sur y Norte, que probablemente forman parte de un único centro urbano del cual forma parte la necrópolis saqueada. Su estudio y análisis son proseguidos año tras año con una activa colaboración internacional.

## Ámbito Histórico - Geográfico
Los estudios han permitido identificar muchos sitios pertenecientes a dicha civilización, que al parecer se desarrolló en un área de aproximadamente 400 km X 300 km, en un amplio valle semidesértico circundado por altas montañas, abierto en dirección suroeste hacia el Estrecho de Ormuz en el Golfo Pérsico.
Se encuentra en la «vía del lapislázuli» que llevaba el preciado material, atravesando la zona en su ruta hacia el Antiguo Egipto, tras partir de Afganistán. Sus habitantes probablemente procedían del Asia Central.
La agricultura se basaba probablemente en la producción de dátiles, y la irrigación se aseguraba con un pozo artesiano para no depender del río.
En una montaña situada a unos 150 km al norte de la ciudad se han descubierto unas antiguas minas de cobre desde donde se obtenía el metal empleado por dicha civilización. El sitio de donde provenía la clorita del vaso no ha sido aún identificado.
El conocimiento de la escritura y la antigüedad de la ciudad han llevado a algunas hipótesis, como decir que es anterior a Mesopotamia como primera civilización urbana, mientras que otras, disminuyen su importancia. Será necesario seguir profundizando en el legado de dicha civilización para compararla con la de Sumeria y la del Valle del Indo.

## El vaso de piedra
El vaso de clorita se caracteriza por estar difundido de Siria (Mari) a Mesopotamia (Nippur y Ur) y de Uzbekistán (Soch) a la Península arábiga (incluyendo la isla de Tarut). Sus incrustaciones de lapislázuli proceden de Afganistán o incluso de la India, por lo que hay gente que duda que el vaso de clorita fuera producido en Jiroft, con clorita cavada localmente. Jiroft quizás fuera el mayor centro de producción, pero los artesanos locales no imitaron el estilo. Muchos eran fabricados para uso funerario para no ser utilizados nunca con dicho fin. Otros vasos eran de alabastro rosa o de mármol blanco. Los vasos encontrados correspondían a tres formas: vaso, copa y largo y redondo, según ciertas interpretaciones representan una versión antigua del mito de Mesopotamia de Etana, que sería ciertamente originario de esta región.

## La ciudad de Konar Sandal
Esta ciudad está presidida por una plataforma de ladrillo crudo que recuerda a los ziggurats de Mesopotamia, aunque aparentemente era una fortaleza, rodeada de un grueso muro. Constaba de al menos dos pisos con ventanas.
Se diferencia del resto de edificios públicos por el mayor tamaño del ladrillo crudo utilizado en su construcción. En esta ciudad se ha localizado un taller para la elaboración de las piedras duras y de las madreperlas.
Un importante descubrimiento fue un fragmento de una inscripción en escritura elamita lineal, que da ejemplo de contactos con la Susa del III milenio a. C. 
Empleando como base la indagación geodésica durante las campañas sucesivas se han encontrado estratos individuales de al menos 10 fases distintas. Gracias a los repetidos descubrimientos, ha sido posible establecer que la necrópolis ya era utilizada desde el IV milenio a. C., época en la que parece haber un estrecho legado con la cultura de Tall-i-Iblis (descubierta por Joseph R. Caldwell) e incluso se ha propuesto que estaba habitada para el VI milenio a. C. Durante las últimas campañas se ha desenterrado una estatua de bronce con la figura de una cabeza de cabra datada en el III milenio a. C.
Se excavan restos en la principal ciudad de la región Konar Sandal, pero también hay un yacimiento importante en Tepe Yahya, en la provincia de Kermán. Otras excavaciones realizadas en esta provincia fueron conducidas por sir Auren Stein en 1930, una de las más notables, fue la del grupo liderado por el profesor Joseph R. Caldwell del Museo Estatal de Illinois en 1966 ( Tall-i-Iblis ), y Lamberg Karvolski de la Universidad de Harvard en 1967 (Tepe Yahya, Sogan Valley, Dolatabad).

## Cultura de Helmand
El término 'Civilización de Helmand' fue propuesto por M. Tosi en referencia a una cultura del oeste de Afganistán de la Edad del Bronce, que florecería entre el c. 2500 y 1900 a. C. y que puede que hubiese coincidido con el gran florecimiento de la Civilización del Valle del Indo. Esta fue también la fase final de los Períodos III y IV de Shahr-i Sokhta, y la última parte del Período IV de Mundigak.
Por tanto, la cultura de Jiroft está estrechamente relacionada con la cultura de Helmand. La cultura Jiroft floreció en el este de Irán y la cultura Helmand en el oeste de Afganistán, al mismo tiempo. De hecho, pueden representar la misma área cultural. También puede estar relacionada con Bampur. La cultura de Mejergar, por otro lado, es muy anterior.

## Escritura de Jiroft

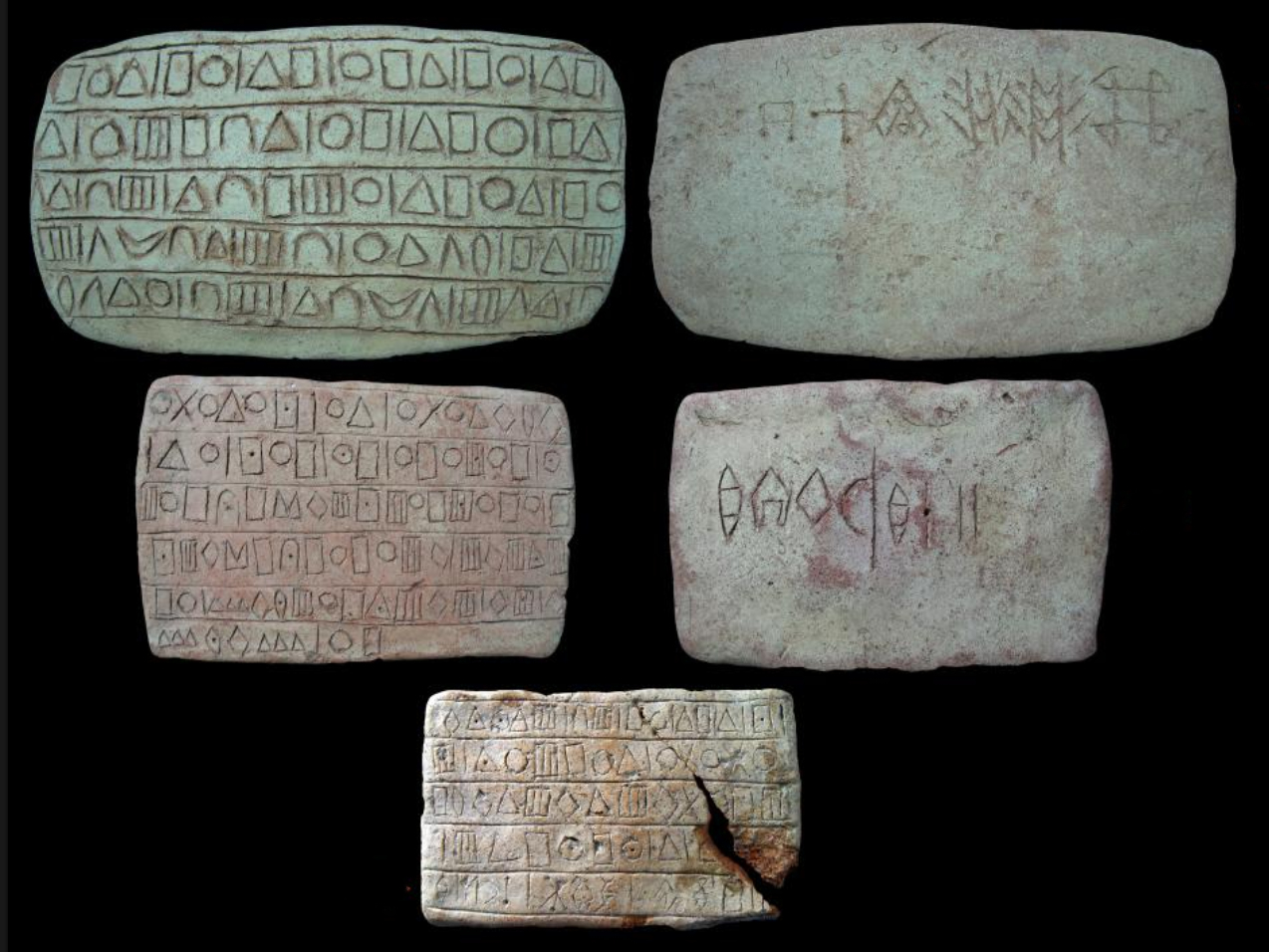
Inscripciones de la cultura Jiroft.

Youssef Madjidzadeh hizo público el descubrimiento de un grupo de tablillas, unas conteniendo una desconocida escritura geométrica y otras con una escritura comparable a la escritura lineal elamita , siendo datadas hacia el 2200 a. C. El anuncio de este descubrimiento se recibió con escepticismo; en 2007 Jacob Dahl, especialista en textos antiguos de la Universidad Libre de Berlín dijo: «ningún especialista de este mundo podría considerarlo más que una absoluta falsificación» (no specialist in the world would considerer these to be anything but absolute fakes ). Youssef Madjidzadeh es defendido por la co-excavadora Holly Pittman de la Universidad de Pensilvania que hace notar que anteriores descubrimientos de antiguas civilizaciones fueron objeto de similar incredulidad.
Los arqueólogos Sorena Firouzi y Hossien Kohestani andarz han propuesto el desciframiento parcial de una de las tablillas con escritura geométrica. Según ellos se estaría narrando una genealogía.